# Сан-Деметріо-не-Вестіні
Сан-Деметріо-не-Вестіні (італ. San Demetrio ne' Vestini) — муніципалітет в Італії, у регіоні Абруццо,  провінція Л'Аквіла.
Сан-Деметріо-не-Вестіні розташований на відстані близько 100 км на північний схід від Рима, 16 км на південний схід від Л'Акуїли.
Населення — 1852 особи (2014).
Щорічний фестиваль відбувається 26 жовтня. Покровитель — San Demetrio.

## Демографія
Населення за роками:

Станом на 1 січня 2023 року в муніципалітеті офіційно проживали 233 іноземці з 23 країн, серед них 88 громадян країн Євросоюзу та 1 громадянин України.

## Сусідні муніципалітети
- Баришано
- Фаньяно-Альто
- Поджо-Піченце
- Прата-д'Ансідонія
- Рокка-ді-Меццо
- Сант'Еузаніо-Форконезе
- Вілла-Сант'Анджело